# Elecciones parlamentarias de Estonia de 2003
Las elecciones parlamentarias de Estonia se celebraron en este país el 2 de marzo de 2003. Dos partidos de la anterior oposición ganaron la mayoría de los 101 escaños, tanto el Partido del Centro como el Partido Res Publica, ganando 28 escaños cada uno en el Riigikogu. Finalmente fue Res Publica el que fue capaz de ganar el apoyo suficiente en las negociaciones después de las elecciones para formar un gobierno de coalición.

## Antecedentes
Después de las elecciones de 1999, Mart Laar, de la Unión Pro Patria, formó un gobierno de coalición de la Triple Alianza, que incluía al Partido Reformista y los Moderados.
A finales de 2001, los escándalos relacionados con la privatización de empresas estatales habían vuelto impopular al gobierno y las relaciones entre la Unión Pro Patria y el Partido Reformista se deterioraron. En diciembre de 2001, el Partido Reformista formó una coalición con el Partido del Centro en Tallin, como resultado de lo cual Edgar Savisaar se convirtió en alcalde. Esto ocurrió después de que los reformistas abandonaran la misma coalición gobernante de la Triple Alianza en Tallin. El primer ministro Mart Laar decidió dimitir porque consideraba que el gobierno de la Triple Alianza a nivel nacional se había derrumbado esencialmente.
A continuación, se formó un nuevo gobierno de coalición entre el Partido Reformista y el Partido del Centro, con el reformista Siim Kallas como Primer Ministro.
El 26 de noviembre de 2002, el Presidente de Estonia, Arnold Rüütel, fijó el 2 de marzo de 2003 como fecha de las elecciones. A las elecciones se presentaron 947 candidatos de 11 partidos políticos, así como 16 independientes.

## Sistema electoral
Los 101 miembros del Riigikogu (Parlamento de Estonia) fueron elegidos mediante una forma de representación proporcional para un mandato de cuatro años. Los escaños se asignaron mediante un método D'Hondt modificado. El país está dividido en doce distritos electorales de mandatos múltiples. Existe un umbral a nivel nacional del 5% para las listas de partidos, pero si el número de votos emitidos por un candidato excede o iguala la cuota simple (que se obtendrá dividiendo el número de votos válidos emitidos en el distrito electoral por el número de mandatos en el distrito) el candidato es elegido.

### Escaños por distrito electoral
| Distrito electoral | Distrito electoral                                           | Escaños |
| ------------------ | ------------------------------------------------------------ | ------- |
| 1                  | Distritos de Haabersti, Põhja-Tallinn y Kristiine en Tallinn | 8       |
| 2                  | Distritos de Kesklinn, Lasnamäe y Pirita en Tallinn          | 10      |
| 3                  | Distritos de Mustamäe y Nõmme en Tallinn                     | 8       |
| 4                  | Condados de Harju (excluyendo Tallinn) y Rapla               | 12      |
| 5                  | Condados de Hiiu, Lääne y Saare                              | 7       |
| 6                  | Condado de Lääne-Viru                                        | 6       |
| 7                  | Condado de Ida-Viru                                          | 8       |
| 8                  | Condados de Järva y Viljandi                                 | 9       |
| 9                  | Condados de Jõgeva y Tartu (excluyendo Tartu)                | 8       |
| 10                 | Ciudad de Tartu                                              | 8       |
| 11                 | Condados de Võru, Valga y Põlva                              | 9       |
| 12                 | Condado de Pärnu                                             | 8       |

## Partidos participantes
El Comité Electoral Nacional de Estonia anunció que 11 partidos políticos y 16 candidatos individuales se habían registrado para participar en las elecciones parlamentarias de 2003. Sus números de registro y orden fueron determinados por el orden de registro.
| #  | Partido | Partido                           | Ideología                                     | Posición Política        | Líder                | Candidatos | Resultados de 1999 | Resultados de 1999 |
| #  | Partido | Partido                           | Ideología                                     | Posición Política        | Líder                | Candidatos | Votos (%)          | Escaños            |
| -- | ------- | --------------------------------- | --------------------------------------------- | ------------------------ | -------------------- | ---------- | ------------------ | ------------------ |
| 1  |         | Partido del Centro                | Populismo                                     | Centroizquierda          | Edgar Savisaar       | 125        | 23,4%              | 28/101             |
| 2  |         | Partido Popular Moderado          | Socioliberalismo                              | Centro a Centroizquierda | Ivari Padar          | 125        | 15,2%              | 17/101             |
| 3  |         | Unión Popular                     | Agrarianismo                                  | Centro a Centroizquierda | Villu Reiljan        | 125        | 7,3%               | 7/101              |
| 4  |         | Unión Pro Patria                  | Conservadurismo nacional                      | Derecha                  | Tunne Kelam          | 125        | 16,1%              | 18/101             |
| 5  |         | Partido Socialdemócrata Laborista | Socialismo democrático                        | Izquierda                | Tiit Toomsalu        | 12         | 2,3%               | 0/101              |
| 6  |         | Partido Popular Unido             | Política de los intereses nacionales de Rusia | Centroizquierda          | Andrei Zarenkov      | 106        | 6,1%               | 6/101              |
| 7  |         | Partido Reformista                | Liberalismo clásico                           | Centroderecha            | Siim Kallas          | 125        | 15,9%              | 18/101             |
| 8  |         | Partido Res Publica               | Conservadurismo liberal                       | Centroderecha            | Juhan Parts          | 125        | No existió         | No existió         |
| 9  |         | Partido Popular Cristiano         | Democracia cristiana                          | Centroderecha            | Aldo Vinkel          | 30         | 2,4%               | 0/101              |
| 10 |         | Partido de la Independencia       | Nacionalismo estonio                          | Extrema derecha          | Vello Leito          | 37         | No participó       | No participó       |
| 11 |         | Partido Ruso                      | Política de las minorías rusas                | Sincretico               | Stanislav Tšerepanov | 12         | 0,2%               | 0/101              |
| —  |         | Candidatos individuales           | —                                             | —                        | —                    | 16         | No existió         | No existió         |

## Campaña
Las encuestas de opinión mostraron que el Partido del Centro dirigido por el alcalde de Tallin, Edgar Savisaar, tenía una pequeña ventaja en el período previo a las elecciones. Se esperaba obtener el apoyo de entre los que no se habían beneficiado de las rápidas reformas económicas que habían tenido lugar en la última década. Sin embargo, su populismo y su falta de una política clara sobre si Estonia debería adherirse a la Unión Europea significaba que era muy probable que tuviese que luchar para formar una coalición después de las elecciones.
Los principales críticos del Partido del Centro eran del nuevo partido conservador, el Partido Res Publica, que se había formado en 2002. La campaña del Partido Res Publica se centró en la necesidad de abordar la delincuencia y la corrupción y se retrataron a sí mismos como un cambio de los partidos políticos mayores (anteriores). El Partido Res Publica había obtenido buenos resultados en las elecciones locales de 2002 después de haber sido formado a partir de las ramas juveniles de algunos de los otros partidos políticos de derecha.
Un tema principal en las elecciones fue el sistema de impuestos, ante esto, el Partido del Centro se comprometió a desechar el Impuesto plano y cambiarlo a un sistema fiscal progresivo. Tanto el Partido Res Publica como el Partido Reformista se opusieron a esta, con el Partido Reformista pidiendo que la tasa de impuestos se reduzca significativamente. Las personalidades de los diversos líderes de los partidos también fueron una parte importante de la campaña. Los opositores particularmente atacaron al líder del Partido del Centro Edgar Savisaar. Savisaar había renunciado como ministro del Interior en 1995 después de haber sido acusado de grabar a políticos rivales y durante la campaña de los medios de comunicación hicieron preguntas sobre la financiación de su campaña.

## Resultados
Los resultados mostraron al Partido del Centro como ganador, con más votos, aunque estos sólo eran el 0,8% por encima del nuevo partido Res Publica. Como resultado ambos partidos obtuvieron 28 escaños, lo que fue una decepción para el Partido del Centro que había esperado ganar la mayoría de escaños. En total, la derecha política de Estonia unida a los partidos de centro ganaron 60 escaños, frente a sólo 41 del ala izquierda. La participación electoral fue mayor de lo esperado en un 58%.
|                                    |                                     |         |       |         |       |
| Partido                            | Partido                             | Votos   | %     | Escaños | +/–   |
|                                    | Partido del Centro Estonio          | 125.709 | 25,40 | 28      | 0     |
|                                    | Partido Res Publica                 | 121.856 | 24,62 | 28      | Nuevo |
|                                    | Partido Reformista Estonio          | 87.551  | 17,69 | 19      | +1    |
|                                    | Unión Popular de Estonia            | 64.463  | 13,03 | 13      | +6    |
|                                    | Unión Pro Patria                    | 36.169  | 7,31  | 7       | –11   |
|                                    | Partido Popular Moderado            | 34.837  | 7,04  | 6       | –11   |
|                                    | Partido Popular Unido Estonio       | 11.113  | 2,25  | 0       | –6    |
|                                    | Partido Popular Cristiano Estonio   | 5.725   | 1,07  | 0       | 0     |
|                                    | Partido de la Independencia Estonia | 2.705   | 0,55  | 0       | Nuevo |
|                                    | Partido Laborista Socialdemócrata   | 2.059   | 0,42  | 0       | Nuevo |
|                                    | Partido Ruso en Estonia             | 990     | 0,20  | 0       | 0     |
|                                    | Independientes                      | 2.161   | 0,44  | 0       | 0     |
|                                    |                                     |         |       |         |       |
| Votos válidos                      | Votos válidos                       | 494.888 | 98,14 | –       | –     |
| Votos nulos/en blanco              | Votos nulos/en blanco               | 5.798   | 1,16  | –       | –     |
| Total                              | Total                               | 500.686 | 100   | 101     | 0     |
| Votantes registrados/participación | Votantes registrados/participación  | 859.714 | 58,24 | –       | –     |
| Fuente: Nohlen & Stöver            |                                     |         |       |         |       |

1. ↑  La lista del Partido del Centro Estonio incluyó miembros del Partido de los Pensionistas Estonios.
2. ↑  La lista de la Unión Popular de Estonia incluyó miembros del Partido Nueva Estonia.
3. ↑  La lista del Partido Ruso en Estonia incluyó miembros del Partido de la Unidad Estonia, Partido Báltico Ruso en Estonia y el Partido de la Unidad Rusa.

## Formación de gobierno
Tanto el Centro como Res Publica dijeron que deberían tener la oportunidad de intentar formar el próximo gobierno, mientras descartan cualquier acuerdo entre ellos. El presidente Rüütel tuvo que decidir a quién nominar como primer ministro y, por lo tanto, tener la primera oportunidad de formar un gobierno. El 2 de abril invitó al líder del partido Res Publica, Juhan Parts, a formar gobierno y después de las negociaciones, el 10 de abril se formó un gobierno de coalición compuesto por Res Publica, el Partido Reformista y la Unión Popular de Estonia. También se ha hecho referencia al gobierno como la coalición Armonía.